# Niirala (Kuopio)
Niirala est un quartier de Kuopio en Finlande.

## Description
La partie nord de Niirala est construite d'immeubles d'habitation, tandis que la partie sud est principalement une zone de maisons individuelles construites après-guerre. 
Autour de  Valkeisenlampi on trouve principalement des immeubles résidentiels.
Niirala abrite entre autres le théâtre municipal de Kuopio, l'école Minna Canth, l'église d'Alava et le parc Valkeisenpuisto.

## Lieux et monuments

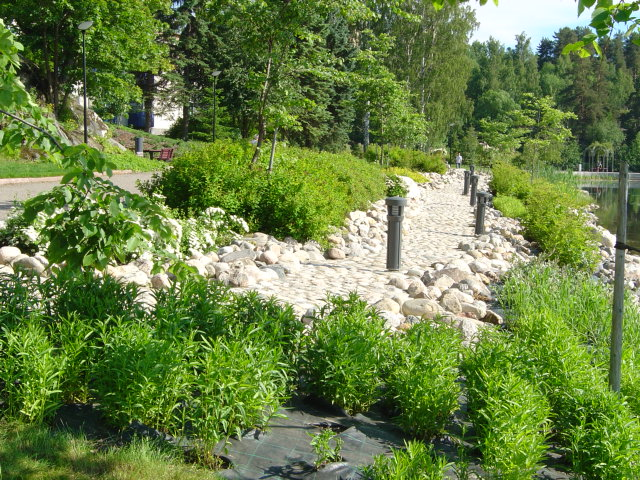
Parc Valkeisenpuisto.
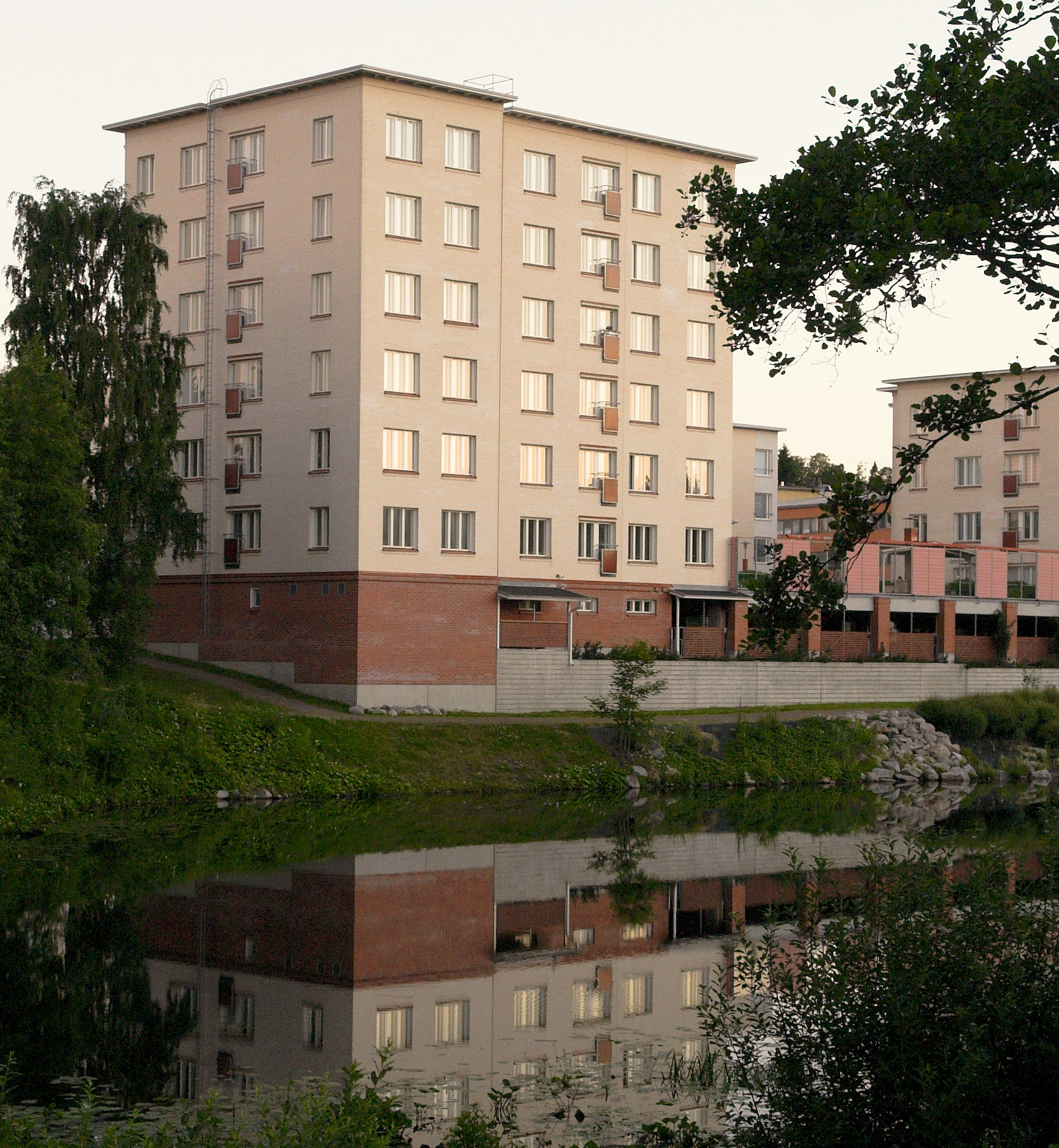
Résidence étudiante, rue Pyorakatu.
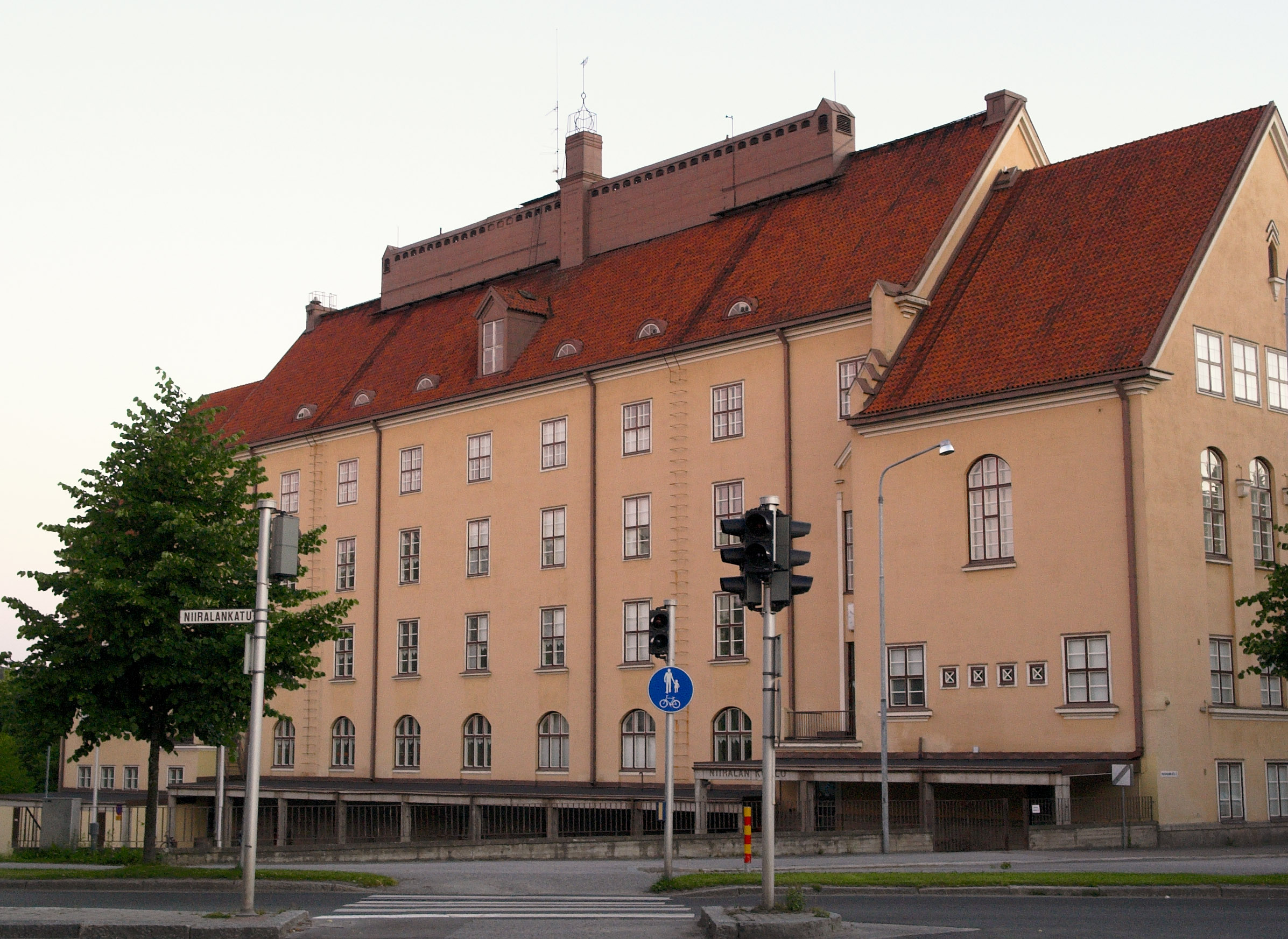
École primaire de Niirala.
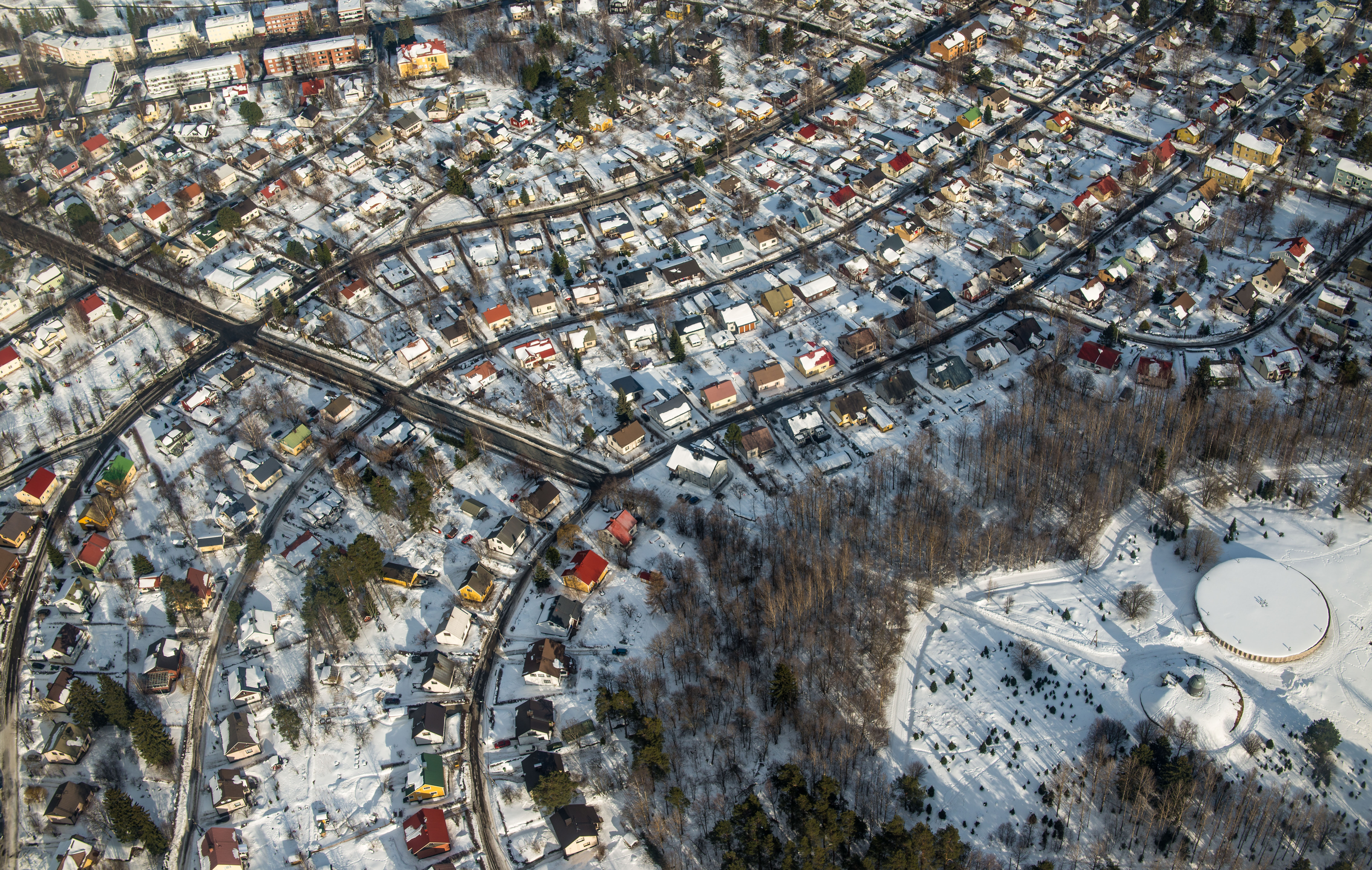
Vue aérienne de Niirala.
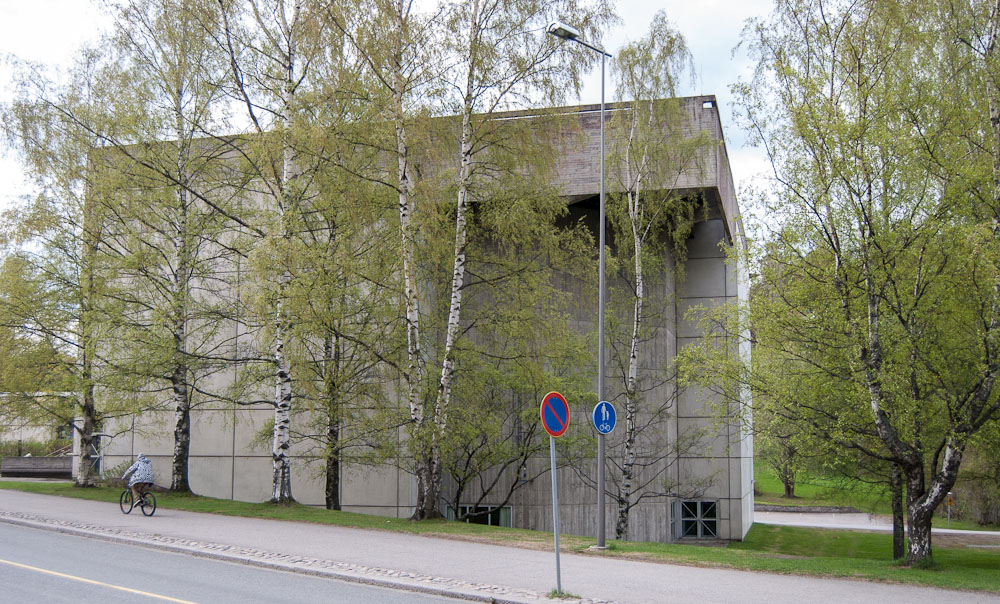
Église d'Alava.